# 더글러스 러미스
찰스 더글러스 러미스(C. Douglas Lummis, 1936년 - )는 미국 출신의 작가이며 사회운동가이다. 미 해병대 출신으로 도쿄 쓰다주쿠 대학의 전직 교수이다.

## 생애
러미스는 1936년 샌프란시스코에서 태어났다. 해군 ROCTC로 캘리포니아 대학교 버클리를 다녔으며, 후에 오키나와를 마지막으로 해병대에서 3년을 복무했다. 2000년 쓰다주쿠 대학의 교수직에서 은퇴했다.
러미스의 저술 활동 - 주로 일본과 미국 사이의 관계 - 은 미국의 대외 정책에 대하여 극히 비판적이다. 그의 저서에는 《급진민주주의(Radical Democracy)》, 《국화와 칼(The Chrysanthemum and the Sword)에 대한 새로운 시각》, 《일본의 급진적 헌법(Japan's Radical Constitution)》 등이 있다. 그는 또한 〈더 네이션(The Nation)〉,〈일본 포커스(Japan Focus)〉 와 같은 저널에 여러 편의 기고문을 발표했다.

## 비판
수전 손택은 러미스를 "전 세계 어디서도 민주적 실천에 관하여, 가장 생각이 깊고 존경스러우며, 타당한 글을 쓰는 지식인 중의 하나"라고 평가한 반면에, 카렐 반 웰프렌(Karel Van Wolferen)은 그를 "미국과 일본의 주종 관계에 관한 가장 저명한 관찰자"로 간주했다.
러미스의 사상은 포린 어페어스(Foreign Affairs)와 같은 잡지에서 프랜시스 후쿠야마 등에 의해 비판받았다.

## 저서
- 《급진민주주의(Radical Democracy)》, (Cornell University Press, 1996년).
- 《経済成長がなければ私たちは豊かになれないのだろうか》,（平凡社, 2000年／平凡社ライブラリー, 2004년）
  - 《경제성장이 안되면 우리는 풍요롭지 못할 것인가》, 최성현, 김종철 공역, 녹색평론사, 2011

## 같이 보기
- 반핵운동
- 히로세 다카시
- 강상중
- 손정의
- 오타 류